# Parthenay-de-Bretagne
Parthenay-de-Bretagne é uma comuna francesa na região administrativa da Bretanha, no departamento Ille-et-Vilaine. Estende-se por uma área de 4,78 km². Em 2010 a comuna tinha 1 795 habitantes (densidade: 375,5 hab./km²).